# Лаврентије Печерски
Преподобни Лаврентије Печерски је драговољно изабрао затворенички живот попут ранијих затвореника, Исакија и Никите, опрезно чувајући се ђаволске прелести, којој се ова двојица у почетку подаше. Великим уздржањем, молитвом и богомислијем достигао висок степен савршенства. Од уплашеног демона сазнао да у Печерском манастиру од стотину осамнаест монаха има њих тридесет, којима је дата од Бога власт над злим дусима. Представио се Господу 1194. године.
Српска православна црква слави га 29. јануара по црквеном, а 11. фебруара по грегоријанском календару.